# Plattegrond van Amsterdam met de nieuwe stadsuitleg
Plattegrond van Amsterdam met de nieuwe stadsuitleg is een plattegrond van Amsterdam door de Noord-Nederlandse prentkunstenaar Julius Milheuser naar het ontwerp en tekeningen van de Amsterdamse stadsarchitect Daniël Stalpaert. De plattegrond geeft zowel de bestaande bebouwing weer (donker gearceerd) als de vierde uitleg (licht gearceerd). Omdat deze stadsuitbreiding bij het verschijnen van de plattegrond nog maar net begonnen was, kan deze ook gezien worden als een van de eerste stedenbouwkundige ontwerpen van Nederland.

## Aanleiding en voorstelling

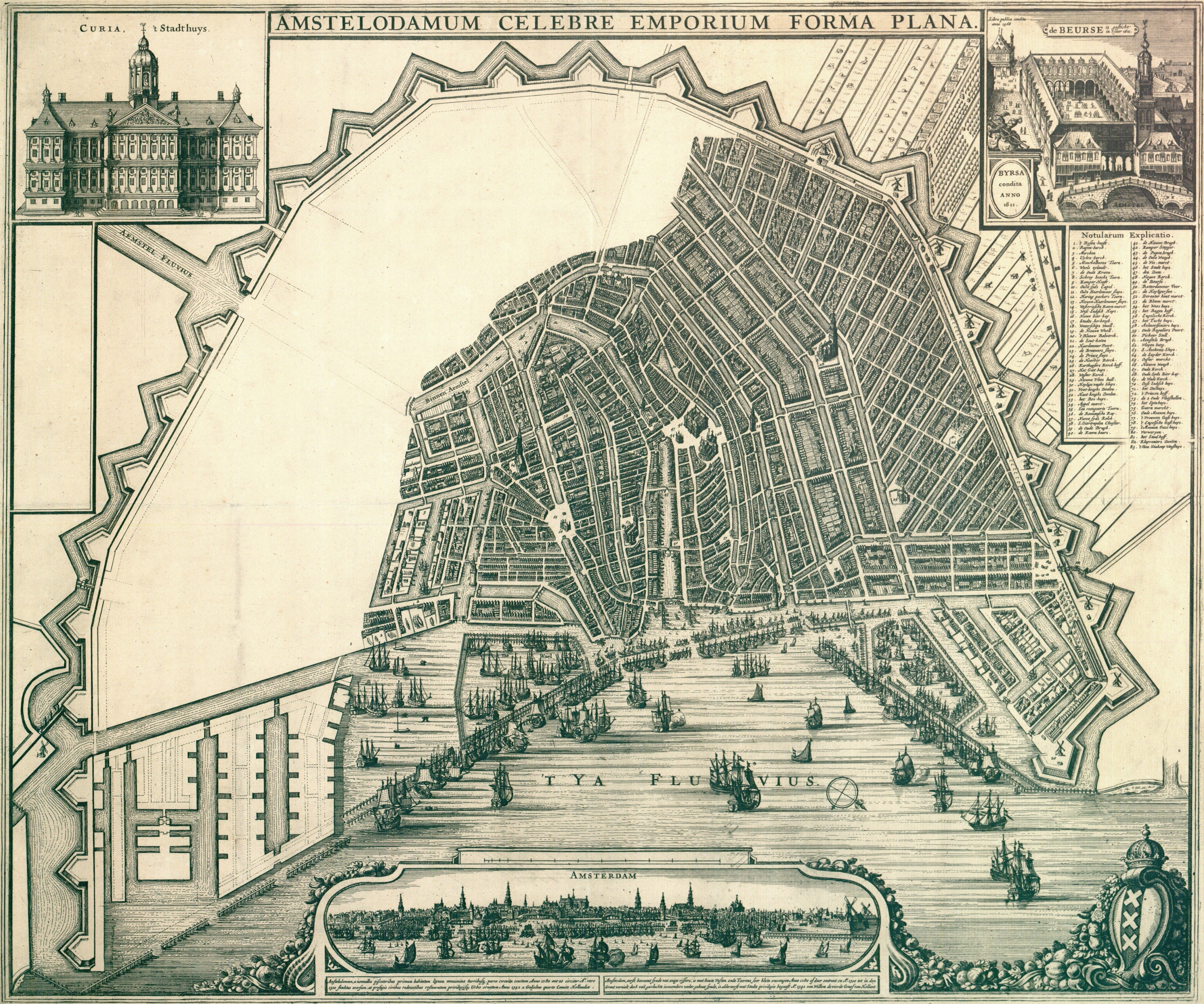
Plattegrond van Amsterdam met het definitieve tracé van de nieuwe verdedigingswerken. Ca. 1661.

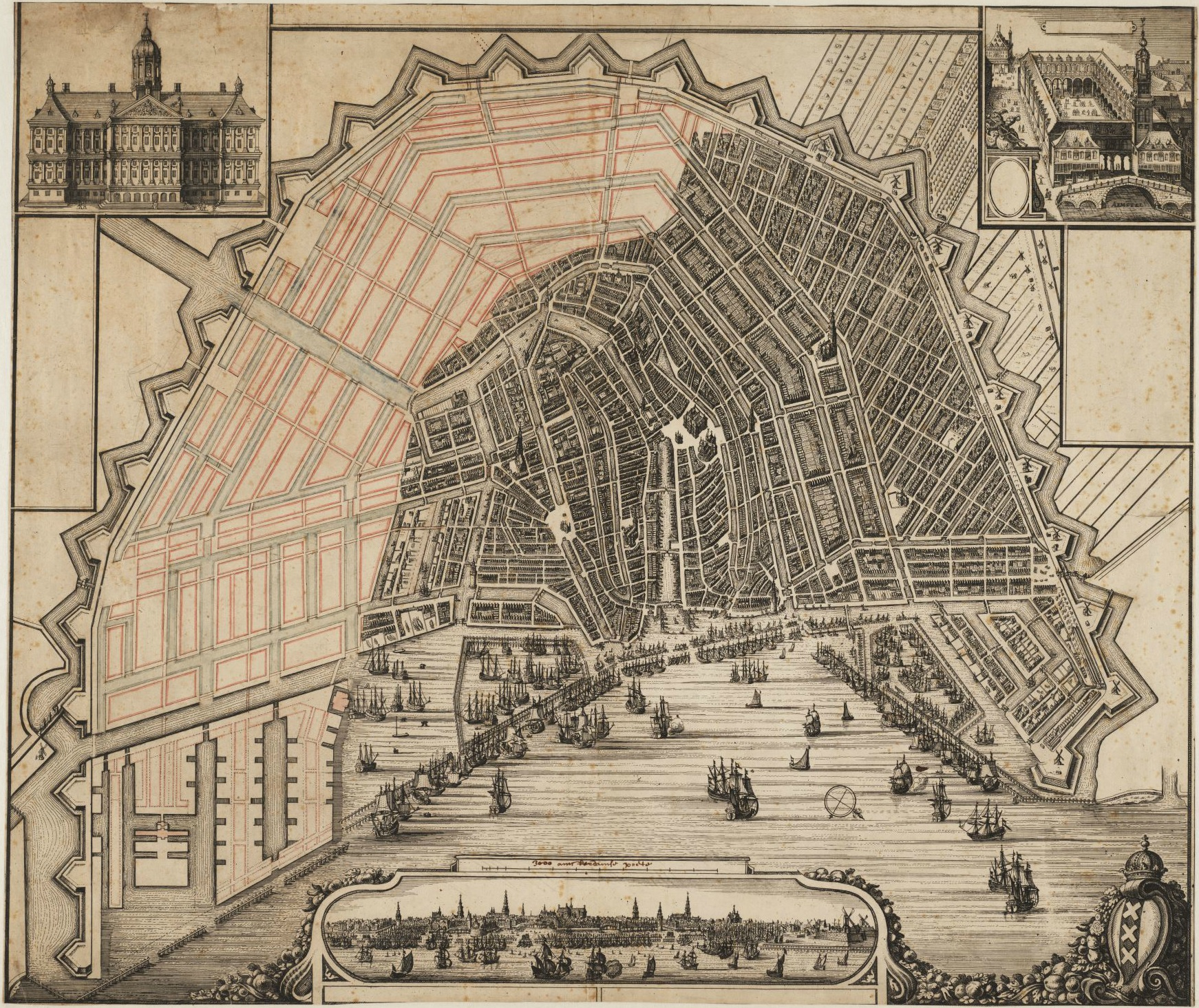
Voorlopig ontwerp voor de vierde uitleg van Amsterdam (plan Danckerts de Rij-Stalpaert). 1661.

Al tijdens de Derde Uitleg, die van 1613 tot 1625 uitgevoerd werd, ontstond de wens om de toenmalige stadsuitbreiding door te trekken naar de Amstel. Dit werd echter te groot geacht om in één keer te voltooien. In 1656 besloot het stadsbestuur alsnog tot stadsuitbreiding, nadat in 1651 al was besloten de halfronde verdedigingslijn over de Amstel door te trekken tot aan het IJ. De uitbreiding werd nu als noodzakelijk geacht, met name vanwege de aanplemping van twee nieuwe eilanden voor de Vereenigde Oostindische Compagnie: Wittenburg en Oostenburg, die in 1658 ontworpen werden. Van 1660 tot 1662 werd alle bebouwing buiten de stadsmuren, die het project in de weg stond, zoveel mogelijk afgebroken. Op 27 augustus 1660 werd een commissie van zeven personen aangesteld, die moest oordelen over vijf ontwerpen. Het winnende ontwerp was dat van landmeter Cornelis Danckerts de Rij, die eerder – in 1658 – in opdracht van het stadsbestuur het eiland Oostenburg ontwierp.  Dit winnende ontwerp werd vervolgens uitgewerkt door stadsarchitect Daniël Stalpaert. Stalpaert streefde naar een zo evenwichtig mogelijk ontwerp met zoveel mogelijk rechthoekige bouwblokken en rechte straten. Aanvankelijk ging hij hierin zo ver door maar twee "knikken" in de grachtengordel te ontwerpen. Hierdoor raakte de buitenste gracht – de Prinsengracht – bijna de vestingwerken en ontstonden er in een aantal bouwblokken erg scherpe hoeken. Later voegde hij een extra "knik" aan de grachten toe, waardoor het ontwerp wat evenwichtiger werd. 
In 1662 gaf het stadsbestuur Stalpaert de opdracht het definitieve ontwerp in prentvorm om te zetten. Het graveerwerk liet hij over aan Julius Milheuser. De plattegrond is dus eigenlijk geen plattegrond in de betekenis van oriëntatiemiddel, maar het resultaat van een reeks stedenbouwkundige ontwerpen. De plattegrond is gedrukt met negen koperplaten: zes platen voor de plattegrond zelf en drie platen met een verklaring van de op de plattegrond voorkomende nummers in het Nederlands en het Latijn. Hij is ongeveer even groot als de plattegrond van Balthasar Florisz. van Berckenrode uit 1625, maar omdat de plattegrond van Stalpaert een groter oppervlakte weergeeft, is deze minder gedetailleerd. De nadruk ligt op de topografie van de oude stad in relatie met de nieuwe stadsuitbreiding. In de randversiering en randschriften zijn de leden van het stadsbestuur vermeld, die opdracht gaven tot de stadsuitbreiding, zowel in naam als met hun familiewapens. Alle teksten zijn zowel in het Nederlands als in het Latijn weergegeven, wat erop wijst dat men zich op een internationaal publiek richtte. De invulling van de plattegrond is zakelijk: geen huisjes in opstand, zoals bij Balthasar Florisz. van Berckenrode, maar uniform gearceerde bouwblokken. Alleen de belangrijkste gebouwen zijn in opstand weergegeven. De oude vestingwerken zijn in stippellijnen weergeven. Deze werden pas afgegraven nadat de nieuwe vestingwerken voltooid waren. Pas in 1663 werd zo een begin gemaakt met het graven van de Herengracht tussen de Leidsegracht en de Leidsestraat.
Alle straatnamen, grachten en gebouwen zijn voorzien van nummers, die in het register onder de plattegrond verklaard worden. Ook de namen van straten en grachten die nog aangelegd moesten worden staan aangegeven. Vaak gebeurde dit voor de vorm, zodat in het register aanduidingen voorkomen zoals "Een nieuwe graft noch ſonder naem". Het register is in sommige gevallen meer dan een zakelijke opsomming van namen. De letter A, bijvoorbeeld, correspondeert met de belangrijkste haven op dat moment, de Waal, "in 't welck 't huys zijnde 60. Oorlogh Schepen met haer toebehoorende vaer-tuygh ruym leggen, en ſorghvuldigh bewaert worden".  Hetzelfde geldt voor de Nieuwe en Oude Waal, "die des winters vol Coopvaerdy Schepen leggen, zijnde een groot getal". Het register eindigt met een overzicht van zes stadsuitbreidingen die aangegeven worden met de letters A tot en met G. De belangrijkste uitbreiding was volgens her register "De vijfde in 1611. grooter als alle voorige, ja grooter als de Stadt zelve, […]". Deze gegevens heeft Stalpaert overgenomen van de plattegrond van Balthasar Florisz. van Berckenrode, die in 1625 hetzelfde deed, maar dan met de letters A tot en met F. In de meeste gevallen staan de letters ook op precies dezelfde plaats.
De randversiering is in vergelijking met de plattegrond van Van Berckenrode relatief zakelijk. Middenboven bevindt zich het wapen van Holland met gravenkroon. Achter dit wapen bevinden zich kruiselings geplaatst een scepter met alziend oog en een zwaard met vrijheidshoed. Onder de titel aan weerszijden van dit wapen staan de namen van de zeven commissieleden en de vier burgemeesters, die opdracht gaven de nieuwe uitleg af te bakenen, waarmee werd "begonnen den 24 April 1662, en voleynt den 24 Iunij des selven Iaers". Links- en rechtsboven bevinden zich het geheimzegel en het stadswapen van Amsterdam met daaronder de wapens van de 36 leden van de vroedschap, onder wie de vier burgemeesters. Ieder wapen is voorzien van een helmteken en een banderol met de naam van elk lid. Deze namen worden onderaan herhaald als de "weledele, grootachtbare, welwyse, en hoogh-geleerde heeren" aan wie Stalpaert de plattegrond opdroeg, "waer in men ſiet de ſchoonheyt, Heerlijckheyt, en alderhande Commoditeyt in ſulck een geſchickte orde, dat de ſelve ſtadt is een onvergelijckelijcke pronck van de Werelt".

## Toeschrijving en datering
Bovenaan staat dat de plattegrond werd "getekent en op Papier gebrogt door Danile Stalpaert, ſtadts Architeckt". De naam van de prentmaker, Julius Milheuser, wordt niet vermeld. Volgens het opschrift middenonder ontving Stalpaert op 11 juli en 27 november 1662 een elfjarig privilege (alleenrecht voor de uitgave van de plattegrond), verleend door de Staten van Holland en West-Friesland. Milheuser voltooide de plattegrond voor 28 januari 1663, want op die datum werd in een vergadering van de vroedschap "vertoont een afdrucksel off exemplaar van een nieuwe caert van dese stadt, zoodanig als dezelve tegenwoordig werdt vergroot off uijtgeleit, door architect Daniel Stalpaert, in coper gesneden, ende aenden Heeren Burgemeesteren ende regeerders desers stede gedecideert". Het stadsbestuur bestelde toen 42 ingekleurde exemplaren "met haer coleuren afgeset en behoorlijck opgemaeckt" en – twee dagen later – nog eens 50 ongekleurde exemplaren van "de groote plaate".

## Uitgaven
|  |  |  |
|  |  |  |
|  |  |  |

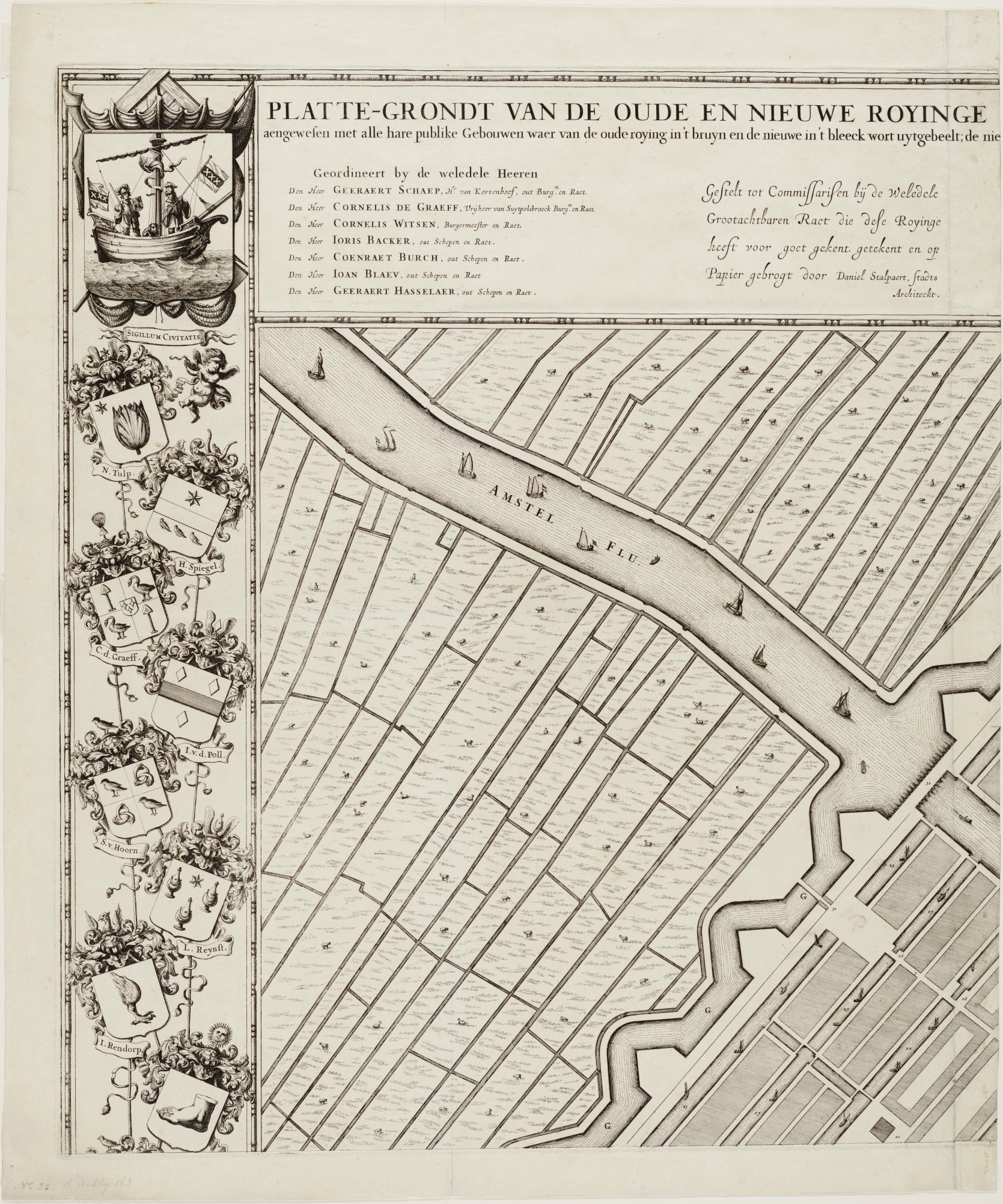
Blad 1

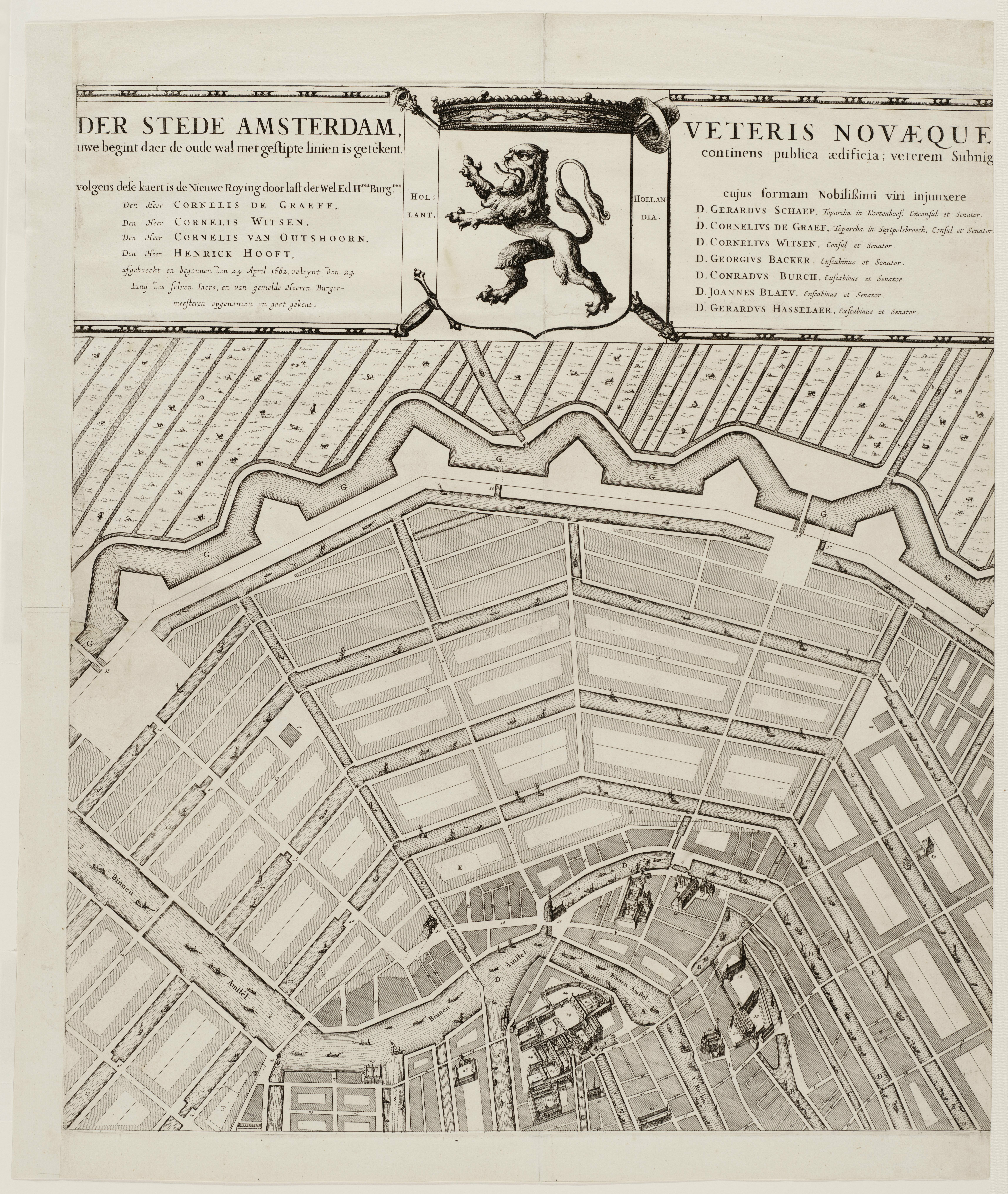
Blad 2

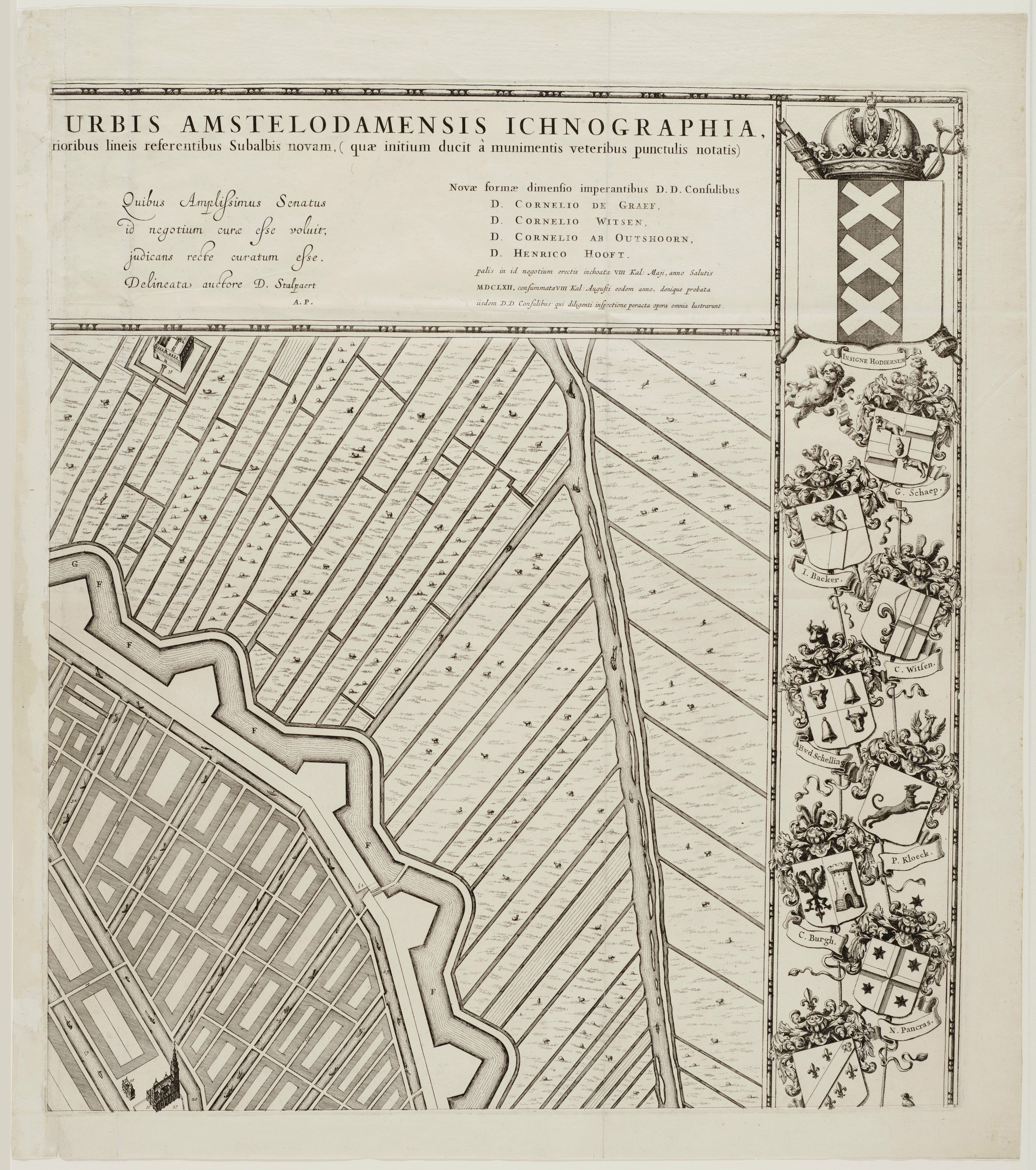
Blad 3

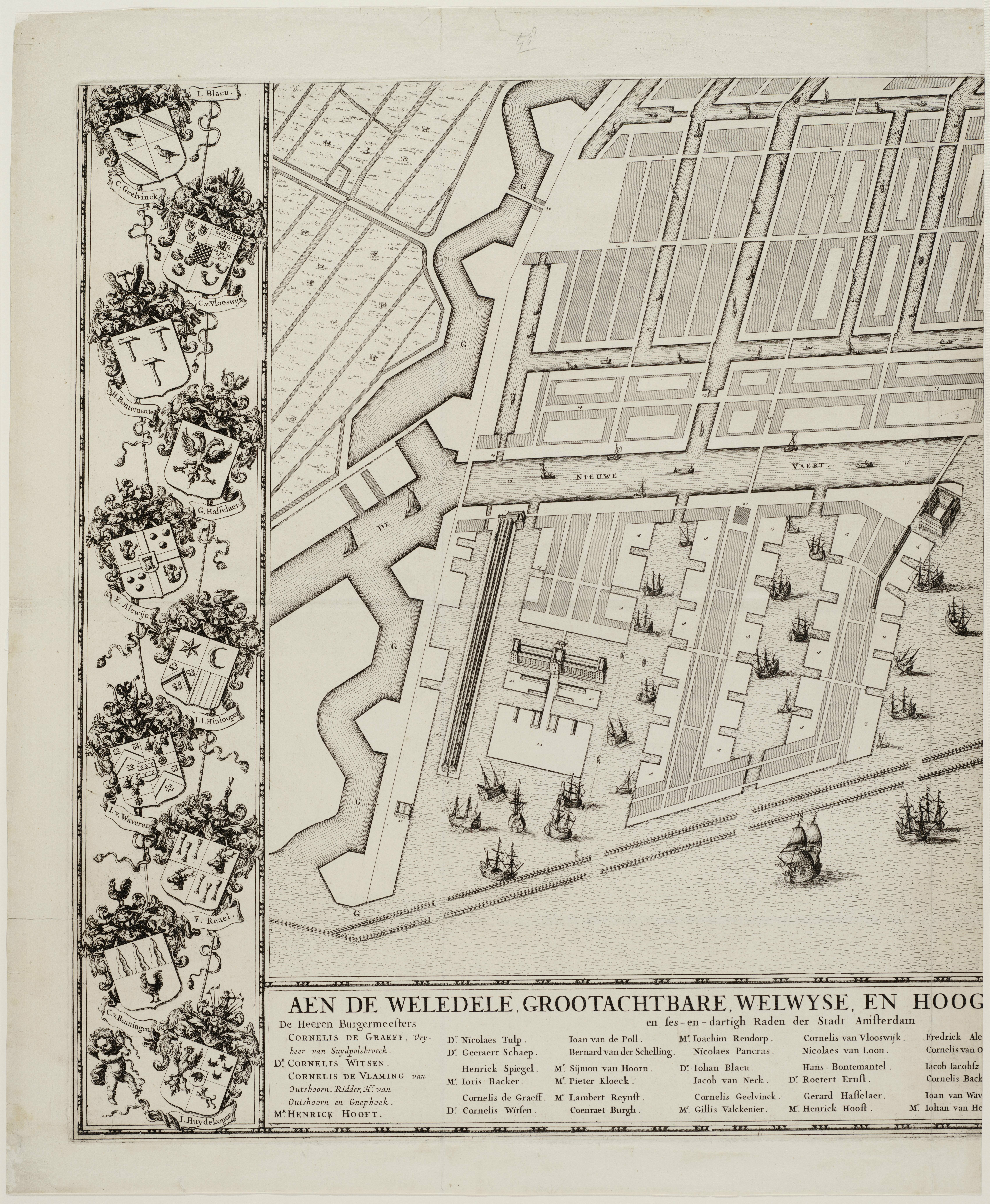
Blad 4

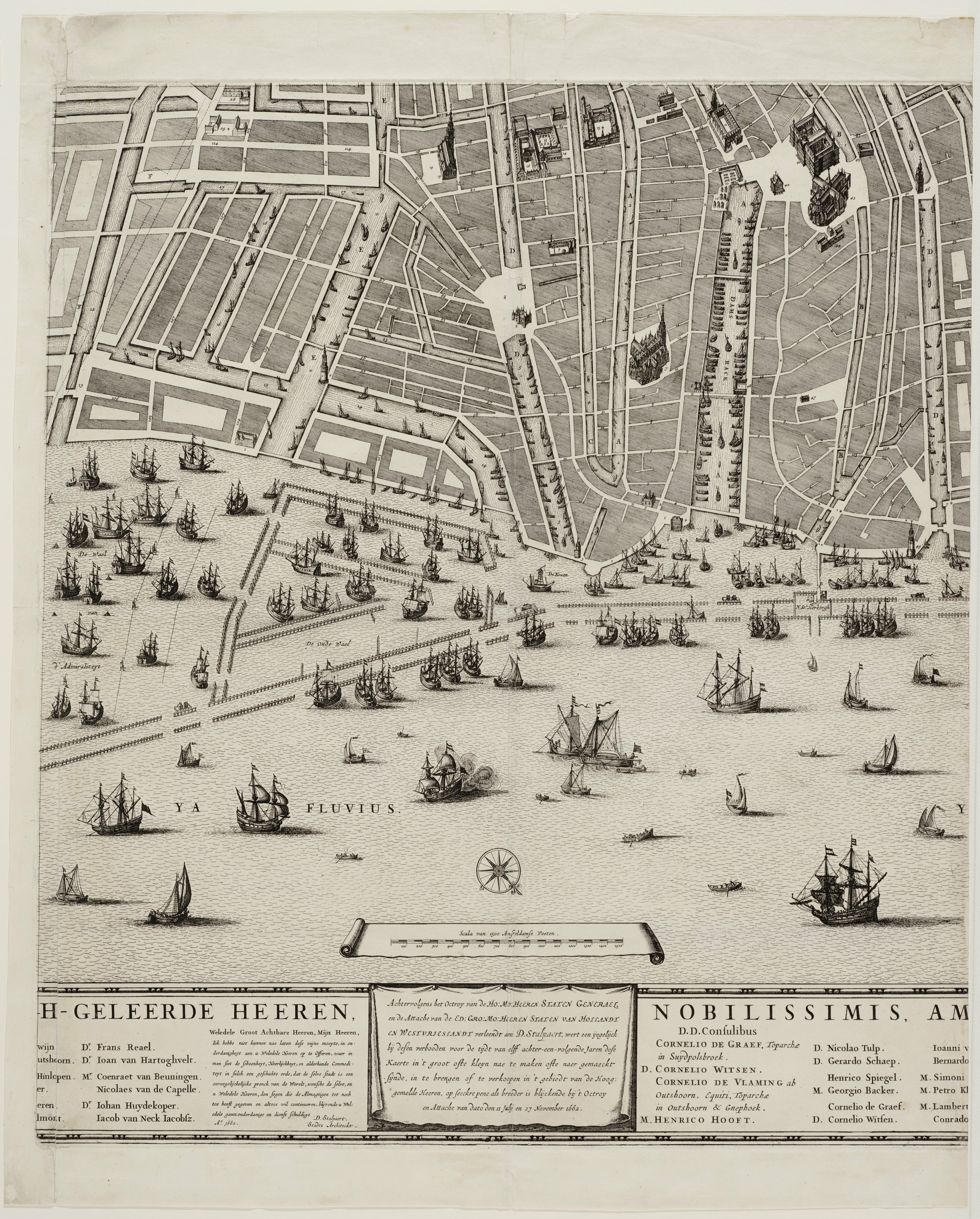
Blad 5

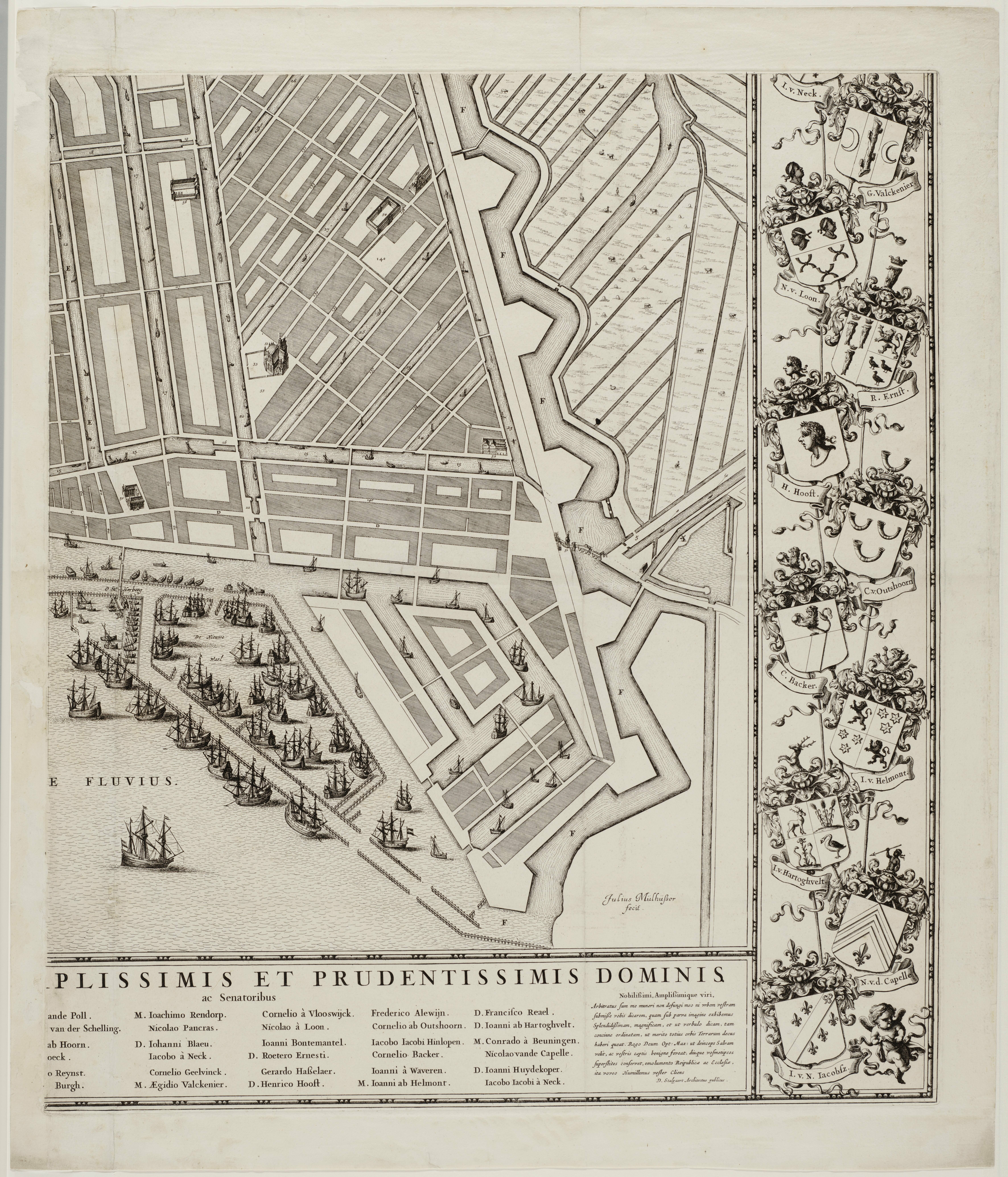
Blad 6

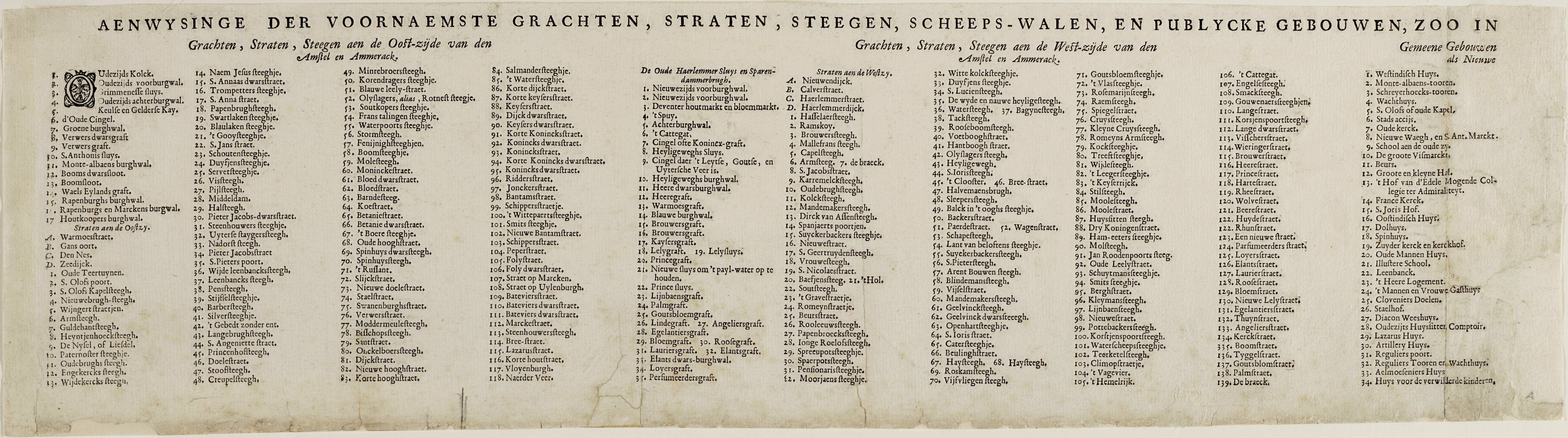
Blad 7

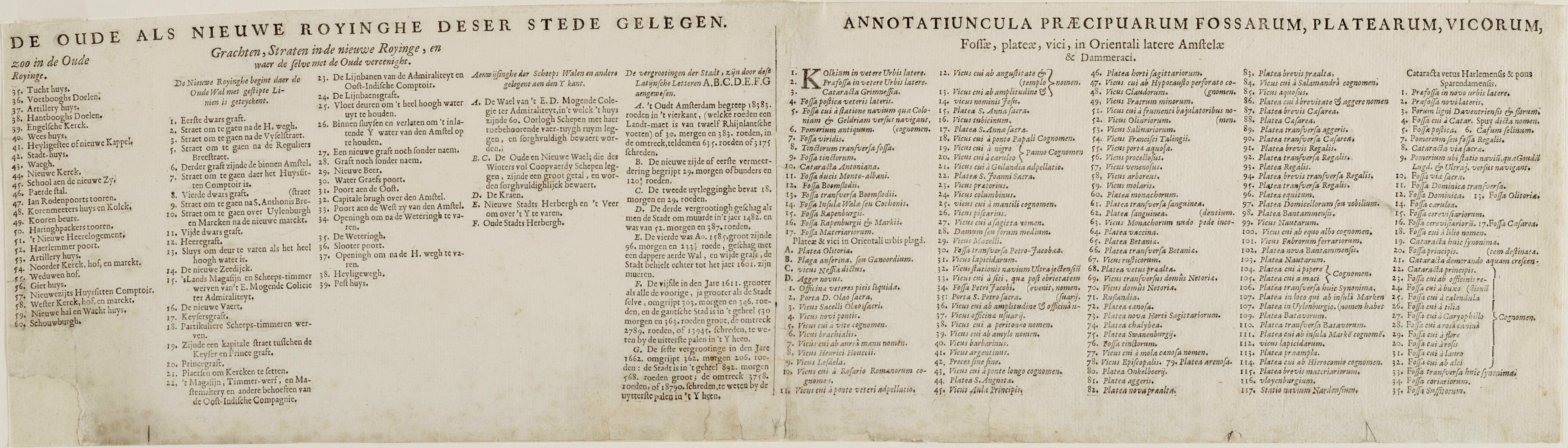
Blad 8

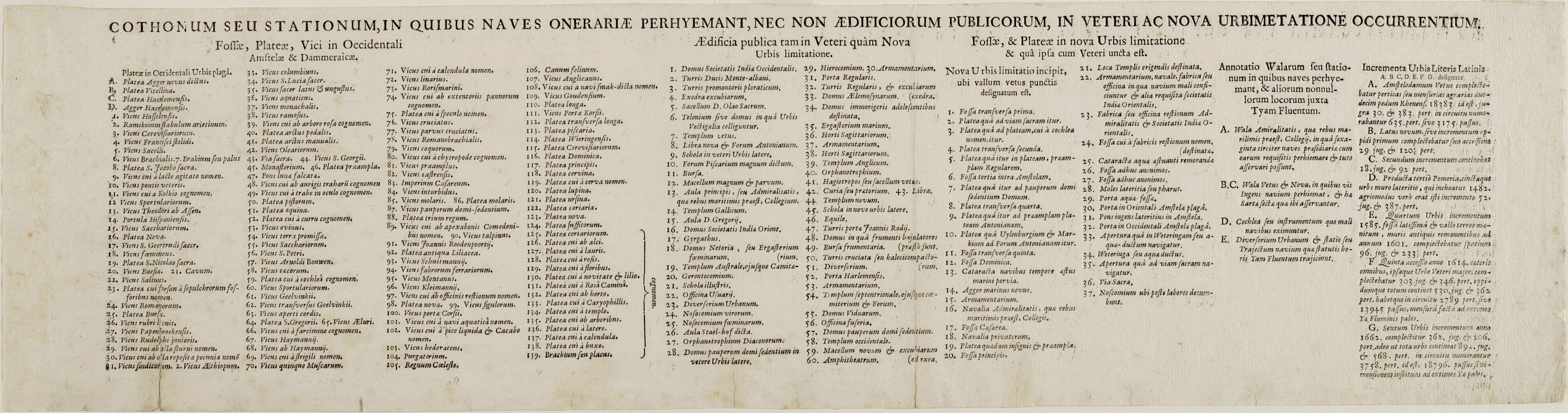
Blad 9

Van de plattegrond zijn één uitgave en twee herdrukken bekend. Van de oorspronkelijke uitgave door Milheuser en Stalpaert is – voor zover bekend – één volledige set van negen bladen bewaard gebleven, dat wil zeggen inclusief de drie bladen met register. Deze set bevindt zich in het Stadsarchief Amsterdam. Toen de thesaurier van Amsterdam aan Stalpaert een onkostenvergoeding betaalde voor het maken van de plattegrond, werd in de rekening daarvan expliciet vermeld dat Stalpaert de koperplaten voor eigen gewin mocht houden. "Den architect Daniel Stalpaert sal vereert worden de somme van driehondert vijftien Gl. tot vergoedinghe van de oncosten bij hem gedaen tot het maken van de grote caerte van de uytlegginge, des so sal hij de plaet met ’t gunt daertoe behoort voor sich houden".
Na de dood van Stalpaert in 1676 kwamen de koperplaten in het bezit van de uitgeverij Covens en Mortier. Deze gaf de plattegrond omstreeks 1730 opnieuw uit. Deze heruitgave wijkt nauwelijks af van de oorspronkelijke uitgave. Het enige dat Covens en Mortier lieten veranderen waren alle nieuwe hoofdgebouwen die in de tussentijd binnen de vierde uitleg tot stand waren gekomen, zoals de Amstelkerk en de Portugees-Israëlietische Synagoge. Ook de in 1682 gewijzigde verkaveling van de Plantage is opgenomen. De firma Covens en Mortier werd in 1721 opgericht, zodat de herdruk in ieder geval na dat jaar verschenen moet zijn. Van deze herdruk zijn twee versies bekend: één met middenonder het opschrift "t Amsterdam by Ioannes Covens en Cornelus Mortier" en één zonder dit opschrift.